# Depot von Gladau
Das Depot von Gladau (auch Hortfund von Gladau) ist ein Depotfund der frühbronzezeitlichen Aunjetitzer Kultur (2300–1550 v. Chr.) aus Gladau, einer Ortschaft der Gemeinde Genthin im Landkreis Jerichower Land (Sachsen-Anhalt). Das Depot verblieb nach seiner Auffindung in Privatbesitz und ist heute verschollen.

## Fundgeschichte
Das Depot wurde 1884 beim Torfstechen auf dem Gelände des Ritterguts Dretzel gefunden.

## Zusammensetzung
Das Depot bestand aus drei bronzenen Vollgriffdolchen vom Typ Malchin. Die unverzierten Griffe waren mit drei Nieten am Heft befestigt. Die Klingen besaßen breite Mittelrippen. Ein Dolch besaß schräg schraffierte Horizontalbänder im Heftausschnitt.